# Nicolás Pisano (futbolista)
Nicolás Osvaldo Pisano Casco (Buenos Aires, 17 de septiembre de 1982) es un exfutbolista argentino. Jugó de defensor y su último club fue  Douglas Haig. En el 2012 sufrió una lesión en una de sus piernas, lo que lo obligó a retirarse definitivamente del deporte.

## Trayectoria

### Clubes
| Club                   | País      | Año       |
| ---------------------- | --------- | --------- |
| Argentinos Juniors     | Argentina | 2001-2004 |
| Defensores de Belgrano | Argentina | 2004-2006 |
| Cienciano              | Perú      | 2007      |
| Atlético Minero        | Perú      | 2008      |
| Sambenedettese         | Italia    | 2008-2009 |
| Taurisano              | Italia    | 2009-2010 |
| Gimnasia de Jujuy      | Argentina | 2011      |
| Cobresal               | Chile     | 2011-2012 |
| Douglas Haig           | Argentina | 2012-2013 |